# Wissenschaftspreis des Industrie-Clubs Düsseldorf
Der Wissenschaftspreis des Industrie-Clubs Düsseldorf wird in Zusammenarbeit mit der Nordrhein-Westfälischen Akademie der Wissenschaften und der Künste in Nordrhein-Westfalen verliehen.
Ziel des Wissenschaftspreises im Land Nordrhein-Westfalen ist es, „die Lücke zwischen Grundlagenforschung und Innovation in der Anwendung zu überwinden“. Er wird seit 1997 jährlich für wissenschaftliche Forschungsarbeiten in wechselnden Disziplinen ausgeschrieben und ist mit 20.000 Euro dotiert. Der Preis ist als „Ermutigung für weitere exzellente wissenschaftliche Arbeit“ gedacht. Er wird alle zwei Jahre an promovierte Nachwuchswissenschaftlerinnen und Nachwuchswissenschaftler mit einem Höchstalter von 36 Jahren und einem erkennbaren Bezug zu NRW vergeben.